# 台74線
台74線（たいしちじゅうしせん）は、彰化県快官から台中市霧峰区に至る台湾の東西向快速公路であり、別称は「中彰快速道路（ちゅうじゃんかいそくどうろ）」。一般的に「中彰快（ちゅうじゃんかい）」とも略される。
2013年2月8日、 中彰快速道路は台中生活圈4号道路と連結される
、省道台74線快官霧峰線に改称(台中都市高架內環道)。
将来は国道4号豐原潭子線と連結される計画である(台中都市高架外環道)。

## 概要
- 全長：37.841Km
- 起点：彰化県彰化市（国道3号快官IC）
- 終点：台中市霧峰区（国道3号霧峰IC）
- 経由地：

## 歴史
| 年 | 月日 | 事跡 |
| -- | ---- | ---- |

## 通過する自治体
- 彰化県
  - 彰化市

- 台中市
  - 烏日区 - 南屯区 - 西屯区 - 北屯区 - 潭子区 - 北屯区 - 太平区 - 東区 - 大里区 - 霧峰区

## インターチェンジなど
| 台74甲線 花壇・員林方面 |            |                                                                                   |                                                                                             |        |                                             |
| 0.0                     | 快官IC/JCT | 国道3号 台14丙線                                                                  | 2003年1月17日開通                                                                           | 彰化県 | 彰化市                                      |
| 1.7                     | 成功IC     | 環河路                                                                            | 2002年5月5日開通                                                                            | 台中市 | 烏日区                                      |
| 4.0                     | 高鉄台中IC | 高鉄台中站区道路                                                                  | 2006年10月24日開通                                                                          | 台中市 | 烏日区 南屯区                               |
| 5.0                     | 南屯一IC   | 環中路4段                                                                         | 2002年5月5日開通                                                                            | 台中市 | 南屯区                                      |
| 7.8                     | 南屯二IC   | 県道136線                                                                         | 1999年2月開通                                                                               | 台中市 | 南屯区                                      |
| 8.4                     | 西屯一IC   | 市政路                                                                            | 1999年2月開通                                                                               | 台中市 | 西屯区                                      |
| 10.0                    | 西屯二IC   | 青海路、朝馬路                                                                    | 2000年2月開通                                                                               | 台中市 | 西屯区                                      |
| 10.9                    | 西屯三IC   | 西屯路                                                                            | 2002年2月開通                                                                               | 台中市 | 西屯区                                      |
| 13.0                    | 北屯一IC   | 台1乙線                                                                           | 2002年5月5日開通                                                                            | 台中市 | 北屯区                                      |
| 14.3                    | 北屯二IC   | 松竹路                                                                            | 2002年5月5日開通（南側に出入口） 2013年12月31日開通（北側に出入口）                         | 台中市 | 北屯区                                      |
| 15.0                    | 大雅JCT    | 国道1号                                                                           | 2024年05月13日開通                                                                          | 台中市 | 北屯区                                      |
| 16.9                    | 崇徳IC     | 崇德路                                                                            | 2012年12月18日開通（西出口） 2013年7月31日開通（東入口） 2013年12月31日開通（北側に出入口） | 台中市 | 北屯区                                      |
| 18.8                    | 潭子IC     | 台3線                                                                             | 2012年12月18日開通（東入口） 2013年5月15日開通（西出口） 2013年12月31日開通（北側に出入口） | 台中市 | 潭子区                                      |
| 20.0                    | 潭子JCT    | 国道4号                                                                           | 2023年1月16日開通                                                                           | 台中市 | 潭子区                                      |
| 22.8                    | 松竹IC     | 松竹路、東山路                                                                    | 2011年12月31日開通                                                                          | 台中市 | 北屯区                                      |
| 24.4                    | 太原IC     | 太原路                                                                            | 2011年12月31日開通                                                                          | 台中市 | 北屯区                                      |
| 26.9                    | 太平IC     | 中山路、楽業路、東平橋、東平路                                                    | 2011年12月31日開通                                                                          | 台中市 | 太平区 東区                                 |
| 30.1                    | 大里一IC   | 振興路、太平橋、太平路（北側に出入口） 徳芳南路、立元一橋、立元路（南側に出入口） | 2011年12月31日開通（北行き） 2012年11月30日開通（南行き）                                   | 台中市 | 東区（北側に出入口） 大里区（南側に出入口） |
| 32.9                    | 大里二IC   | 台63線                                                                            | 2011年12月31日開通（南行き） 2012年11月30日開通（北行き）                                   | 台中市 | 大里区                                      |
| 34.7                    | 草湖IC     | 中山路                                                                            | 2023年10月31日開通                                                                          | 台中市 | 大里区                                      |
| 36.3                    | 溪南IC     | 県道127号                                                                         | 計画中                                                                                      | 台中市 | 大里区                                      |
| 37.841                  | 霧峰IC/JCT | 国道3号 台3線                                                                     | 2011年12月31日開通                                                                          | 台中市 | 霧峰区                                      |

## 支線

### 甲線
当道路は2004年1月12日に全線開通し、2011年6月4日に快官–牛埔間の高架化工事は竣工した。全長10.53Km。別称は「彰化市東側外環道（じゃんほおわしひがしがわがいかんどう）」。一般的に「彰化東外環道（じゃんほおわひがしがいかんどう）」とも略される。
| 起点から (km)   | 施設名         | 接続路線名            | 備考                                                               | 所在地 | 所在地         |
| --------------- | -------------- | --------------------- | ------------------------------------------------------------------ | ------ | -------------- |
| 台74線 台中方面 |                |                       |                                                                    |        |                |
| 0.0             | 快官IC/JCT     | 国道3号               | 2003年1月17日開通                                                  | 彰化県 | 彰化市         |
| 1.0             | 牛埔IC         | 台14線、台14甲線      | 2007年2月13日開通（北側に出入口） 2011年6月4日開通（南側に出入口） | 彰化県 | 彰化市         |
| 3.4             | 平面交差       | 不明道路              |                                                                    | 彰化県 | 彰化市         |
| 4.1             | 平面交差       | 不明道路              |                                                                    | 彰化県 | 彰化市         |
| 4.7             | 平面交差       | 不明道路              |                                                                    | 彰化県 | 彰化市         |
| 6.3             | 草仔埔平面交差 | 県道139線             | 当道の最高点も標高約200m                                           | 彰化県 | 彰化市、花壇郷 |
| 7.6             | 湾福路平面交差 | 湾福路                |                                                                    | 彰化県 | 花壇郷         |
| 9.5             | 湾子口平面交差 | 県道137線             |                                                                    | 彰化県 | 花壇郷         |
| 9.7             | 花橋街平面交差 | 花橋街                |                                                                    | 彰化県 | 花壇郷         |
| 10.0            | 内厝街平面交差 | 内厝街222巷           |                                                                    | 彰化県 | 花壇郷         |
| 10.53           | 花壇端         | 台1線、金墩街、内厝街 |                                                                    | 彰化県 | 花壇郷         |